# Death Magnetic
Death Magnetic är thrash/heavy metal-bandet Metallicas nionde studioalbum och släpptes den 12 september 2008.

## Albumet
Death Magnetic var bandets första skivsläpp genom skivbolaget Warner Bros. Records. Albumet producerades av Rick Rubin, vilket bröt bandets samarbete med Bob Rock, som har producerat deras skivor sedan The Black Album (1991). Det är Metallicas första studioalbum sedan St. Anger, som släpptes 2003, samt det första med Robert Trujillo på bas.
Första singeln från albumet blev "The Day That Never Comes" vilken gavs ut 21 augusti 2008.. En video till låten har filmats och producerats av Thomas Vinterberg.
Death Magnetic sålde 490 000 exemplar i USA under de tre första dagarna.

## Låtlista
Samtliga texter är skrivna av James Hetfield, musiken är komponerad av James Hetfield, Lars Ulrich, Kirk Hammett och Robert Trujillo.
1. "That Was Just Your Life" – 7:10
2. "The End of the Line" – 7:50
3. "Broken, Beat & Scarred" – 6:25
4. "The Day That Never Comes" – 7:55
5. "All Nightmare Long" – 8:01
6. "Cyanide" – 6:41
7. "The Unforgiven III" – 7:47
8. "The Judas Kiss" – 8:02
9. "Suicide & Redemption" – 10:02
10. "My Apocalypse" – 5:01

## Singlar
- "The Day That Never Comes" (21 augusti 2008)
- "My Apocalypse" (26 augusti 2008)
- "Cyanide" (2 september 2008)
- "The Judas Kiss" (8 september 2008)
- "All Nightmare Long" (15 december 2008)
- "Broken, Beat & Scarred" (3 april 2009)

## Medverkande
- James Hetfield - sång, kompgitarr; sologitarr ("Suicide & Redemption")
- Kirk Hammett - sologitarr
- Robert Trujillo - bas
- Lars Ulrich - trummor